# Zbigniew Zarzycki
Zbigniew Zarzycki   (Lębork, 12 de març de 1948) és un jugador de voleibol polonès, ja retirat, que va competir durant les dècades de 1960 i 1970.
Durant la seva carrera esportiva va prendre part en tres edicions dels Jocs Olímpics d'Estiu. El 1968, a Ciutat de Mèxic, fou cinquè en la competició de voleibol; el 1972 a Munic, novè; i el 1976, a Montreal, va guanyar la medalla d'or.
Entre 1968 i 1976 fou 159 vegades internacional per Polònia. En el seu palmarès també destaca una medalla d'or al Campionat del Món de voleibol de 1974. A nivell de clubs guanyà dues lligues poloneses, el 1968 amb l'AZS AWF Warsaw i el 1974  amb el Płomień Milowice. Acabà la seva carrera com a jugador a Itàlia i posteriorment va exercir d'entrenador en diversos clubs italians, alemanys, turcs i belgues, així com de la selecció polonesa.